# Kondratowy Przechód
Kondratowy Przechód – płytka, położona na wysokości ok. 1820 m n.p.m. przełączka pomiędzy północną granią Goryczkowej Czuby (1913 m) a Kondratowym Wierchem. Nazwę wprowadził Władysław Cywiński w swoim szczegółowym przewodniku Tatry. Wschodnie stoki opadają do Doliny Goryczkowej Świńskiej, stoki zachodnie do Doliny Suchej Kondrackiej. Nie prowadzi przez nią żaden znakowany szlak turystyczny, ma jednak znaczenie dla taterników. Stanowi bowiem wygodną drogę przejścia do Doliny Suchej Kondrackiej. Pozornie wygodniejsza (gdyby oceniać tylko na podstawie mapy) droga od Doliny Kondratowej, jak pisze Władysław Cywiński, „prowadzi przez gęste zarośla kosodrzewiny i latem nie jest odwiedzana przez ludzi o zdrowych zmysłach”. Od Kondratowego Przechodu opada do Doliny Suchej Kondrackiej szeroki żleb, górą porośnięty borówczyskami, dołem piarżysty i pokryty litymi, ale mało stromymi płytami skalnymi{. Od strony Doliny Świńskiej spod przełączki opada dość łagodna, porośnięta trawnikami i rzadkimi płatami kosodrzewiny depresja, której wylot znajduje się przy źródełku, z którego wypływa Świński Potok.